# Legio III (Pompeo)
La legio III era un'unità militare romana di epoca tardo repubblicana, che fu arruolata da Gneo Pompeo Magno nell'anno di consolato del 55 a.C. Potrebbe essere stata inviata in Gallia al suocero e triumviro, Gaio Giulio Cesare, nel 54 a.C. Qui combatté nella difficile e determinante battaglia di Alesia che portò alla sottomissione definitiva delle genti galliche. Cesare potrebbe aver modificato il suo "numero III", attribuendole il XV, avendo lo stesso a disposizione tutte le legioni dalla VII alla XIV. Nell'inverno del 52-51 a.C. i suoi hiberna furono posti nei pressi di Vesontio al comando di Tito Labieno.
Nel 50 a.C. fu restituita a Pompeo, insieme alla legio I (anch'essa rinominata legio VI), per preparare una campagna contro i Parti. Con lo scoppio della guerra civile nel 49 a.C. fu trasferita da Brindisi in Macedonia. Qui prese parte alla successiva battaglia di Farsalo del 48 a.C., all'ala sinistra, dove Pompeo fu sconfitto, in seguito alla quale potrebbe essere stata sciolta.
Vi sarebbe anche la possibilità che dopo Farsalo sia stata riformata o come legio III consolare di Cesare, oppure sia tornata all'antico numerale di legio XV.